# 篠原まさのり
篠原 まさのり（しのはら まさのり、1953年12月2日 - ）は、日本の男性声優、ナレーター。長野県出身。東京俳優生活協同組合所属。

## 略歴
元々小学校も中学校も高校も大学時代も芝居以外のことで箸にも棒にも掛かった試しがなかった。高校時代は芝居をして、バスケットボールもしていた。当時の顧問に「お前は歴代最低の主将だった」と言われ、県予選の時、早いうちに敗れ、悔しく演劇部に再入部した。芝居をしていたところ、篠原の中でワクワクしたものが凄くなり直感的なものが積み重なってしまった。それで大学中退後、プータローをしていた頃、どん底の時があり、その時に「もう一回、自分の人生なにするか」と考えていた。その時に役者になるか料理人になるか教師になるかそのくらい3つしか興味がなかった。その中で最後に役者の選択肢が残り、「もうこれしかないな」と思い、25歳の時に役者を目指した。2012年時点から約30年前くらい前に俳優としての活動を始めて、舞台、ミュージアムなどに出演。
以前は演劇集団アクト青山、フリーアナウンサークラブ（附属放送タレント塾第10期生）に所属していた。
当初は声優として活動しようと思ったわけでもなく、自分から「アニメをやりたい」などはあったが、それを取るため仕事を探したなど、それの努力をしたことはなかった。しかし転機としてナレーションの仕事が来て、ナレーターを経て、ゲーム『鉄拳4』の三島一八役で声優としての活動を始める。篠原はゲームを全くプレイしないため、三島一八役が凄い役だったことも無知だったという。

## 人物
声はバリトン。
趣味はスニーカー収集。
旧名は篠原 正典（読み同じ）。2001年にバンダイナムコゲームスの対戦型格闘ゲーム『鉄拳4』に三島一八役で出演した際は旧名を使っていたが、2004年の『鉄拳5』から現在の名前で出演した。

## 出演
太字はメインキャラクター。

### 劇場アニメ
2010年代
- 鉄拳 BLOOD VENGEANCE（2011年、三島一八）

### Webアニメ
2020年代
- Tekken: Bloodline（2022年、三島一八）

### ゲーム
2000年代
- 鉄拳シリーズ（2001年 - 2024年、三島一八） - 10作品
- 金鉱脈探査シミュレーション インゴット79（2002年、ハリー）
- NAMCO x CAPCOM（2005年、デビルカズヤ）

2010年代
- ストリートファイター X 鉄拳（2012年、三島一八）
- PROJECT X ZONE 2:BRAVE NEW WORLD（2015年、三島一八）
- THE KING OF FIGHTERS ALLSTAR（2019年、三島一八）

2020年代
- 大乱闘スマッシュブラザーズ SPECIAL（2021年、カズヤ） - DLC追加キャラクター
-  北斗の拳 LEGENDS ReVIVE（2022年、三島一八）

### ナレーション
- Newsリアルタイム（日本テレビ）
- ニュースプラス1（日本テレビ）
- きょうの出来事（日本テレビ）
- 報道特捜プロジェクト（日本テレビ）
- サンデープロジェクト（テレビ朝日）
- スーパーニュース（フジテレビ（FNN））
- ザ・ベストハウス123（フジテレビ）
  - 2007年3月21日放送のスペシャルでは、小川菜摘のプレゼンテーションの際に実際にスタジオに出演した。
- 日曜ファミリア・世界怪盗ファイル カメラが見た!犯行&逮捕の決定的瞬間 3時間スペシャル（フジテレビ）
- あいのり
  - 2007年9月3日放送分で同局で放送されている「ザ・ベストハウス123」のパロディがあったため、そのパートのみナレーションを担当した。
- 俺たちのフレア〜前田兄弟の選択〜（山陰中央テレビ）
  - 「ザ・ベストハウス123」で紹介した前田兄弟のドキュメント。
- キズナ食堂（TBSテレビ）
- 所さんのニッポンの出番!（TBSテレビ）
- 噂の現場急行バラエティー レディース有吉（フジテレビ系列）

### 吹き替え

#### 映画
- ギャラクシー・クエスト
- 氷の接吻 ※ソフト版
- セイント ※テレビ朝日版
- タイムトラベラー きのうから来た恋人（デイヴ〈レックス・リン〉）
- 007 ワールド・イズ・ノット・イナフ ※ソフト版
- タンゴ
- TEKKEN -鉄拳-（三島一八〈イアン・アンソニー・デイル〉）
- 鉄拳 Kazuya's Revenge（三島一八〈ケイン・コスギ〉）
- プロポーズ ※ソフト版
- 迷宮のレンブラント
- U・ボート ※ソフト版
- ライラ フレンチKISSをあなたと
- ランダム・ハーツ ※テレビ版